# W'ZB
W'ZB (prononcé par les historiens Wa'zeb), également appelé Ella Gabaz, (mi-VIe siècle) est un roi aksoum.